# Дата
Дата — запис, що містить в собі число місяця, місяць та рік, іноді день тижня, номер тижня в році та систему літочислення.
Календарна дата — порядковий номер календарного дня, порядковий номер або найменування календарного місяця та порядковий номер календарного року.
Іноді «датою» неправильно називають лише число місяця.

## Форми запису дати
| № | Формат                                                              | Приклад запису дати «4 травня 2006 рік» | Примітки |
| - | ------------------------------------------------------------------- | --------------------------------------- | --- |
| 1 | число.місяць.рік                                                    | 04.05.2006                              | Відповідає ГОСТ Р 6.30-2003 (п. 3.11). |
| 2 | Рік-місяць-число Рік.місяць.число                                   | 2006-05-04 2006.05.04                   | За ISO 8601; часто застосовується в програмуванні завдяки легкості лексикографічного упорядкування дат; форма з точками (виду 2006.05.04) допускається ГОСТ Р 6.30-2003 (п. 3.11).         |
| 3 | місяць/число/Рік                                                    | 5/4/2006                                | Застосовується в США та деяких інших країнах, може бути поплутаний зі способом 1. |
| 4 | {\displaystyle {\text{РР}}{\frac {\text{ЧЧ}}{\text{М}}}{\text{РР}}} | {\displaystyle 20{\frac {4}{V}}06}      | Широко застосовувався в СРСР до 1960-х років; зараз зустрічається на надгробках і на залізничній техніці.                                                                                  |
| 5 | рік тиждень                                                         | 0619 619                                | Застосовується для маркування різних виробів (електроустаткування, телефонів, мікросхем, шин і т. д.). Може бути неоднозначним через різницю визначення тижні на різних фірмах-виробниках. |

Позначення:
Рік — 4 цифри року
рік — 2 цифри року
Формат запису дат (як короткий — лише цифрами, так і повний — цифрами та словами) в різних країнах та регіонах відрізняється. Для правильного прочитання дати, особливо якщо рік зазначений лише двома цифрами, необхідно знати, до якого регіону належить дата.

## Найбільш поширені формати
| Формат       | Приклад запису дати «4 травня 2006» | Країни                                                                 |
| ------------ | ----------------------------------- | ---------------------------------------------------------------------- |
| рррр. ММ. дд | 2006. 05. 04                        | Угорщина                                                               |
| рррр-ММ-дд   | 2006-05-04                          | Польща, Швеція, Литва, Канада                                          |
| рррр/ММ/дд   | 2006/05/04                          | Іран, Японія                                                           |
| рррр-М-д     | 2006-5-4                            | КНР                                                                    |
| рррр/М/д     | 2006/5/4                            | Гонконг, Тайвань                                                       |
| д.М.рррр     | 4.5.2006                            | Фінляндія, Чехія                                                       |
| д-М-рррр     | 4-5-2006                            | Нідерланди                                                             |
| д/М/рррр     | 4/5/2006                            | Бразилія, Греція, Таїланд                                              |
| дд.мм.рррр   | 04.05.2006                          | Болгарія, Німеччина, Норвегія, Румунія, Росія, Туреччина, Україна      |
| дд-ММ-рррр   | 04-05-2006                          | Данія, Португалія                                                      |
| дд/ММ/рррр   | 04/05/2006                          | Велика Британія, В'єтнам, Ізраїль, Індонезія, Іспанія, Італія, Франція |
| М/д/рррр     | 5/4/2006                            | США                                                                    |

Позначення:
д — день, М — місяць (без нуля попереду)
дд, ММ — день і місяць з нулем попереду для значень від 1 до 9
рррр — 4-символьне позначення року (рік пишеться повністю)
Комп'ютерні формати дати/часу
- ISO 8601 — рррр-мм-ддТчч:мм:сс.ffffff.

Включає дату, латинську літеру T, час, і через точку або кому — частки секунди.
Формат також допускає неповне подання.
- UNIX-час — ціле число. Кількість секунд, що пройшли з почався 1 січня 1970 року по UTC (дата початку ери UNIX).